# Les Survivants (film, 1983)
 (juin 2016).
Le contenu est difficilement compréhensible vu les erreurs de traduction, qui sont peut-être dues à l'utilisation d'un logiciel de traduction automatique.
Pour plus de détails, voir Fiche technique et Distribution.
Les Survivants ou Les Rescapés au Québec (titre original : The  Survivors) est une comédie américaine réalisée par Michael Ritchie, sorti en 1983. Le film met en scène Walter Matthau et Robin Williams.

## Synopsis
L'histoire se concentre sur deux hommes New-Yorkais en situation difficile : Donald Quinelle (Williams), un simple employé de bureau qui vient d'être licencié, et Sonny Paluso (Matthau), un propriétaire d'une station d'essence qui a été accidentellement détruite par Donald. Les deux hommes se rencontrent dans un restaurant qui se fait cambrioler par un homme dissimulé derrière un masque de ski (Jerry Reed). Donald se fait tirer dessus mais Sonny veille et prend soin de lui. Donald est interrogé sur l'actualité, et révèle par inadvertance l'identité de Sonny. La nuit, un cambrioleur se rend dans la maison de Sonny avec pour ordre de le tuer lui et sa fille Candice, mais Donald finit par le sauver. Sonny et Donald emmènent, menaçant avec un fusil, le cambrioleur Jack Locke à la police.
À la suite de ces événements, Donald est devenu paranoïaque et est convaincu de l'imminence de l'effondrement de la société. Il achète plusieurs pistolets, quitte sa petite amie, et se dirige vers le "camp de survie" de Vermont dirigé par un homme nommé Wes. Par la suite, Jack est libéré de prison. Sonny essaie de raisonner avec lui, et Jack accepte de le laisser lui et Donald tranquilles s'ils ne disent rien à la police. Sonny et Candice se rendent jusqu'au camp pour tenir au courant Donald de l'accord passé. Donald est cependant si confiant de pouvoir faire face au danger qu'il se moque de Jack jusqu'à dire qu'il est prêt prêt qu'il vienne au camp pour une confrontation finale.
Donald est devenu une machine à tuer grâce aux enseignements de Wes. Lui et Jack pratiquaient des combats qui se déroulaient à la fin sous les tirs. L'ensemble du groupe se retrouve au même endroit que les autres campeurs qui cherchent à l'encercler dans le but de tuer Jack. Devant la menace, Sonny, Candice, Jack et Donald s'échappent avec la voiture de Sonny. Les campeurs sanguinaires donnent la chasse, mais abandonnent une fois que Sonny révèle que Wes est un riche homme d'affaires dont le camp constitue une activité frauduleuse. Dans les scènes, on peut observer Donald qui descend de la voiture et se laisse submerger par l'émotion. Il réalise tout ce qu'il a perdu. Sonny tente de le réconforter et les deux hommes retournent à la voiture en tant qu'amis.

## Distribution
- Walter Matthau (VF : André Valmy) : Sonny Paluso
- Robin Williams (VF : Maurice Sarfati) : Donald Quinelle
- Jerry Reed : Jack, Locke
- John Goodman : commando
- Kristen Vigard (VF : Isabelle Ganz) : Candice Paluso
- Marian Hailey : Jack Femme
- Meg Mundy : Mace Amant
- Marilyn Cooper : serveuse
- James Wainwright : Wes Huntley
- Annie McEnroe (VF : Martine Irzenski) : Doreen
- Joseph Carberry : détective Matt Burke
- Skipp Lynch Wiley

## Réception
Le film n'a pas recueilli beaucoup de bonnes critiques, avec une notation de seulement 9 % sur Rotten Tomatoes, basé sur 11 avis. Le ressenti général était que Robin Williams et Walter Matthau n'avaient pas un style d'humour qui se mariait bien ensemble. Une exception à la critique négative a été la critique que Pauline Kael a donnée dans The New Yorker :
La bannière publicitaire sur l'annonce dit: "Dès qu'ils se déclarent la guerre l'un envers l'autre, attention, vous pourriez mourir de rire.' Le film n'est pas une histoire de deux hommes qui se déclarent la guerre l'un à l'autre; il s'agit de deux New-yorkais sans rien en commun qui deviennent des amis. Les annonceurs ne savaient probablement pas quoi faire avec ce film parce que c'est une comédie pour adultes. Il y a beaucoup d'idées non conventionnelles dans le style d'écriture humoristique de Michael Leeson. Malgré tout, le travail de Robin Williams atténue les défauts du film. Son jeu vient en grande partie sa part d'enfant qui a grandi en lui et qu'il a su conserver. Walter Matthau donne quant à lui une prestation bien plus sobre, à la manière d'un comédien expérimenté et professionnel dans sa profession.